# David Van Vactor
David Van Vactor   (Plymouth, 8 de maig de 1906 - Los Angeles, 24 de març de 1994) va ser un compositor estatunidenc de música clàssica contemporània.
Va obtenir els títols de Bachelor of Music (1928) i Master of Music (1935) de la Northwestern University. Va estudiar amb Arne Oldberg, Mark Wessel, Ernst Nolte (compositor), Leo Sowerby, Paul Dukas, Franz Schmidt i Arnold Schönberg.
Va ser el director assistent de lOrquestra Cívica de Chicago (1933–34) i va ser alhora el cap de la secció de flautes i el director assistent de lOrquestra Filharmònica de Kansas City del 1943 al 1947. Va ser el director de lOrquestra Simfònica de Knoxville des del 1947 fins al 1972. També va aparèixer com a director convidat de lOrquestra Simfònica-Filharmònica de Nova York, l'Orquestra de Cleveland, l'Orquestra Simfònica de Chicago, lOrquestra Filharmònica de Londres, lOrquestra Simfònica de la Ràdio de Frankfurt i les orquestres de Rio de Janeiro i Santiago de Xile.
Va compondre més de cent obres importants, incloses set simfonies, nou concerts, cinc grans peces per a cor i orquestra, moltes obres orquestrals, de cambra i vocals, i quatre peces per a banda simfònica. El 1938 la seva Simfonia en re va guanyar el Segon Concurs Anual de la New York Philharmonic-Symphony Society per una obra simfònica important d'un compositor nord-americà (el seu antic professor Mark Wessel va rebre l'única Menció d'Honor en el mateix concurs). La Simfonia va ser estrenada el 19 de gener de 1939 per la Filharmònica-Simfonia, dirigida pel compositor. La seva música va ser enregistrada pel director d'orquestra William Strickland.
Va ser professor de composició i flauta travessera a la Universitat de Tennessee, Knoxville. Entre els seus estudiants notables hi ha el "Van Vactor Five": Gilbert Trythall, Richard Trythall, Paul Fetler, David P. Sartor, Jesse Ayers i Doug Davis.
Va morir a Los Angeles, Califòrnia, el 1994. La col·lecció David Van Vactor està a la Biblioteca de col·leccions especials de la Universitat de Tennessee, a Knoxville, Tennessee.

## Discografia
- 1958 - Fantasia, Chaconne i Allegro. (Amb NV Bentzon, Pezzi sinfonici, op.109, i Walter Piston, Serenata). Orquestra Louisville, Robert Whitney, cond. Louisville LP, LOU-58-6.
- 1969 - La música de David Van Vactor (Everest)
- 1970 - Concert a quattro; Concert per a viola i orquestra. Willy Schmidt, Werner Peschke, Karl Hermann Seyfried, flautes; Charlotte Cassedanne-Haase, arpa; Hans Eurich, viola; Hessischer Rundfunk Sinfonieorchester, David Van Vactor, cond. Orion LP ORS 7024
- 1976 - Música americana per a flauta i piano (inclou la Sonatina per a flauta i piano de Van Vactor), Keith Bryan, flauta; Karen Keys, piano. Orion LP, ORS 76242.
- 1995 - La música de David Van Vactor. Simfonia núm. 1; Simfonia núm. 3; Recitativo i Saltarello, per a orquestra; Sinfonia Breve. Orquestra Simfònica de la Ràdio de Frankfurt (Simfonia núm. 1); Hessischer Rundfunk Sinfonieorchester, David Van Vactor, cond. CRI CD 702. Material publicat originalment en LPs, per CRI SD 169 (1963) i SD 225 (1968), i per Orion ORS 6910 (1969)
- 2006 - Episodis: Jesucrist. La Knoxville Choral Society and Orchestra, JB Lyle, cond. CD Baby 103615.